# Stereosandra javanica
Stereosandra javanica – gatunek roślin z monotypowego rodzaju Stereosandra z rodziny storczykowatych (Orchidaceae). Rośliny z tego gatunku występują w południowo-centralnych Chinach, na Tajwanie, we wschodniej części Himalajów, w Tajlandii, Wietnamie, Malezji, na Filipinach, Sumatrze, Nowej Gwinei, na Wyspach Salomona oraz Samoa.

## Morfologia
Rośliny nie posiadają chlorofilu. Łodyga prosta, bezlistna. Kwiatostan z dużą liczbą, częściowo rozpostartych kwiatów. Okwiat biały, czasem także z fioletowymi plamkami. Dwa pylniki, zalążnia eliptyczna, sześciokanciasta.

## Systematyka
Gatunek sklasyfikowany do rodzaju Stereosandra, do podplemienia Epipogiinae w plemieniu Nervilieae, podrodzina epidendronowe (Epidendroideae), rodzina storczykowate (Orchidaceae), rząd szparagowce (Asparagales) w obrębie roślin jednoliściennych.